# Wolfdietrich Eichler
Wolfdietrich Eichler (* 22. Dezember 1912 in Ravensburg; † 7. Februar 1994 in Berlin) war ein deutscher Zoologe und Parasitologe.

## Leben
Eichler studierte zwischen 1931 und 1936 Zoologie in München und Göttingen, 1938 promovierte er zum Dr. rer. nat. mit einer Arbeit über die Dahlemer Palmenhausschrecke. Zwischen 1938 und 1945 war er Assistent an der Universität Berlin, zwischen 1940 und 1945 nahm er auch am Zweiten Weltkrieg teil, wobei er als Entomologe in der Malariabekämpfung in Südosteuropa eingesetzt wurde. 1945 habilitierte er sich für Parasitologie an der Universität Berlin, mit einer Arbeit über Mallophagen.
Zwischen 1949 und 1954 war er Direktor des Parasitologischen Instituts der Universität Leipzig, wurde dort jedoch 1954 durch den Rektor suspendiert. Danach war er ab 1955 Abteilungsleiter am Institut für Tollwutbekämpfung in Kleinmachnow bei Berlin. Zwischen 1969 und 1978 war er ordentlicher Professor für Parasitologie an der Humboldt-Universität Berlin und zugleich Mitarbeiter des Naturkundemuseums der HU Berlin.

## Publikationen (Auswahl)
- Federlinge, Wittenberg 1955
- (als Hrsg.): Handbuch der Insektizidkunde, Berlin 1965
- Grundzüge der veterinärmedizinischen Entomologie : ausgewählte Beispiele wichtiger Parasitengruppen, Fischer, Jena 1980.
- Über gewisse Wechselbeziehungen zwischen Ökologie und Evolution in der Sphäre des Parasitismus. In: Dtsch. Ent. Z., N. F. 27, 1980, Heft IV-V, Seite 189–197  (PDF; 2,2 MB)